# 헤이 바이올렛
헤이 바이올렛(Hey Violet)은 미국의 팝 록 밴드이다. 미국 캘리포니아주 출신이며, 2008년 결성되었다. 결성 당시 밴드 명은 체리 밤(Cherri Bomb)이었으며 2013년까지 이 이름으로 활동하였다. 이후 2015년, 헤이 바이올렛으로 개명하였다.
멤버들이 중학교 재학 당시 밴드를 결성하였다. 초기 멤버는 레나·니아 로벨리스 자매, 미란다 밀러 그리고 리드 싱어인 줄리아 피어스, 이렇게 여성 4명이다. 2013년 줄리아가 밴드를 탈퇴하였고, 2015년 케이시 모레타가 합류하였다.

## 음반 목록

### 체리 밤 (Cherri Bomb)
- This Is the End of Control (2012)

### 헤이 바이올렛
- From the Outside (2017)